# Боавентура, Вильям
Ви́льям Кле́йте Боавенту́ра (порт.-браз. William Cleite Boaventura; 14 февраля 1980, Белу-Оризонти, Бразилия) — бразильский футболист, защитник.

## Карьера
На Кипре бразилец выступал с 2003 года.
В 2007—2008 годах в составе «Анортосиса» стал чемпионом Кипра и выиграл Кубок страны. Также его команда довольно успешно выступила в Кубке УЕФА 2007/08, пройдя два отборочных раунда: в первом из них ею был пройден македонский «Вардар» (1:0; 1:0), а во втором — румынский ЧФР 3:1 на выезде (один гол на счету бразильца) и 0:0 дома. В первом раунде «Анортосис» не смог пройти «Тоттенхэм Хотспур»: киприоты проиграли первый матч 1:6, а потом отстояли у себя на поле ничью 1:1. В обеих играх Боавентура принял участие.
В «Металлурге» играл с 2008 года.
16 февраля 2009 года отправился в составе «Кубани» на заключительный предсезонный сбор команды, а 18 февраля было сообщено, что Вильям перешёл в «Кубань» на правах аренды сроком на один год. 14 марта 2009 года Боавентура дебютировал за новый клуб в 1 туре Чемпионата России в игре против казанского «Рубина», матч его команда проиграла со счётом 0:3, Вильям отыграл весь матч. Всего за «Кубань» провёл 25 матчей в чемпионате, после чего, ввиду завершения срока аренды, покинул клуб.